# Kiściec annamski
Kiściec annamski (Lophura edwardsi) – gatunek dużego ptaka z rodziny kurowatych (Phasianidae), endemiczny dla lasów deszczowych Wietnamu. Prawdopodobnie wymarł na wolności.

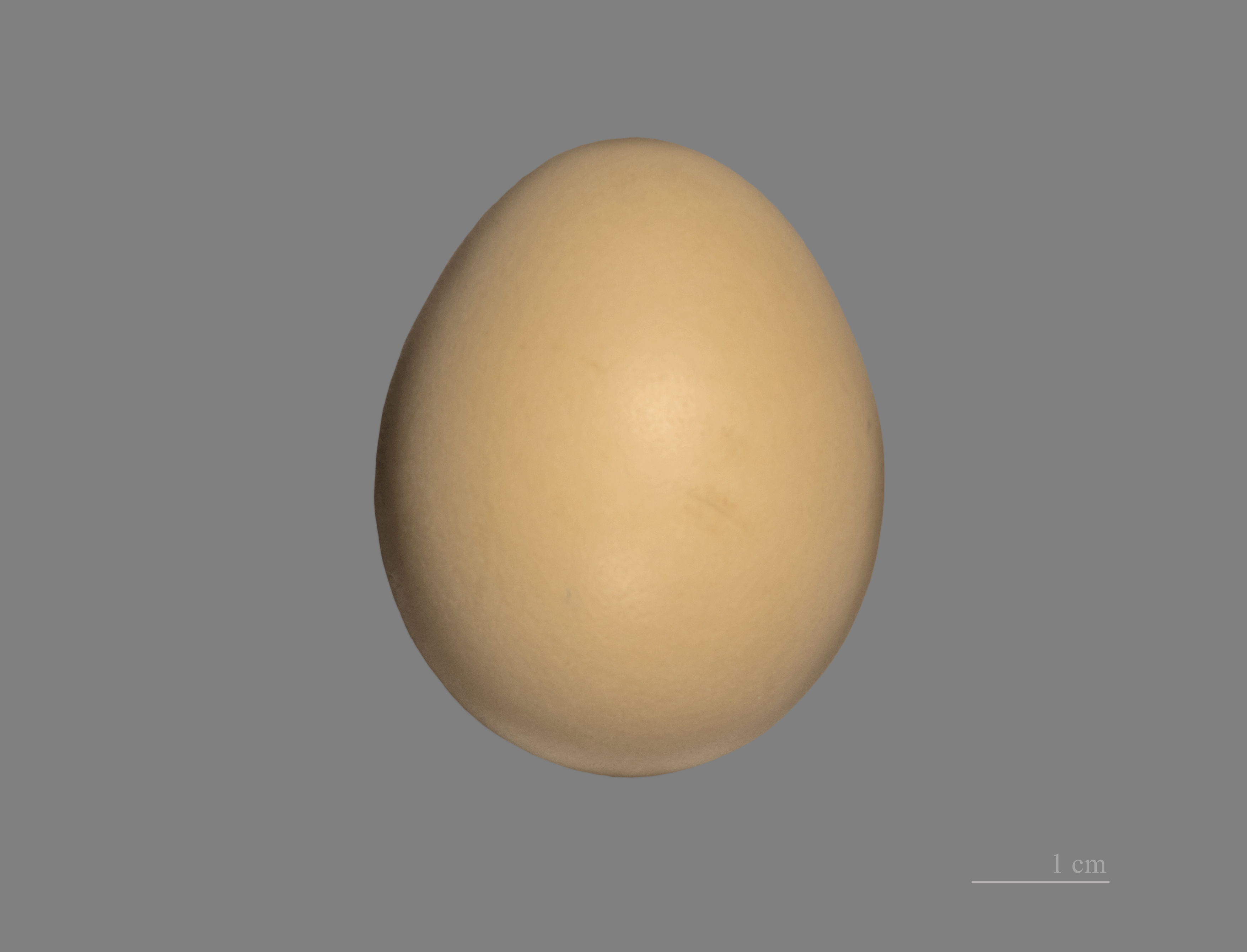
Jajo kiśćca annamskiego

## Charakterystyka
Długość ciała ok. 58–65 cm, w tym długość ogona: samce 24–26 cm, samice 20–22 cm.
Ma czerwone nogi i czerwoną, pokrytą skórą twarz. Samiec jest niebiesko-czarny z białym czubkiem na głowie, samica ma upierzenie brązowe, maskujące.

## Systematyka
Jako podgatunek bądź odmianę L. edwardsi uznaje się L. e. hatinhensis Vo Quy, 1975, opisany pierwotnie jako odrębny gatunek, jednak jego status taksonomiczny jest niepewny, a opis był niewystarczający. W niektórych ujęciach systematycznych kiściec annamski (lub tylko jeden jego podgatunek) i niektóre lub wszystkie podgatunki kiśćca czarnego (Lophura inornata) traktowane były jako podgatunki tego samego gatunku.
Wyróżniany dawniej gatunek Lophura imperialis (Delacour & Jabouille, 1924) – kiściec cesarski – okazał się hybrydą kiśćca annamskiego i kiśćca srebrzystego (L. nycthemera).

## Rozród
W zniesieniu 4–7 jaj, ich inkubacja trwa 21–22 dni (dane z niewoli).

## Status i ochrona
Przez IUCN kiściec annamski klasyfikowany jest jako gatunek krytycznie zagrożony (prawdopodobnie wymarły na wolności). Populacja szacowana jest na 0–49 dorosłych osobników. Ostatnie potwierdzone stwierdzenie miało miejsce w 2000 roku. Osobników gatunku nie udało się odnaleźć mimo poszukiwań w terenie i instalacji licznych fotopułapek. Do spadku liczebności doprowadziły polowania i wylesianie. Z powodzeniem jednak ptaki te są hodowane w niewoli.